# Асыввож (приток Жежимъю)
Асыввож (Асыв-Вож) — река в России, протекает по Республике Коми. Устье реки находится в 8 км от устья реки Жежимъю по левому берегу. Длина реки составляет 16 км.

## Этимология
Данный гидроним этимологически происходит от коми-пермяцкого языка, в котором слово Асыв — утро, а слово Вож — приток; ветвь; ответвление.

## Данные водного реестра
По данным государственного водного реестра России относится к Двинско-Печорскому бассейновому округу, водохозяйственный участок реки — Вычегда от истока до города Сыктывкар, речной подбассейн реки — Вычегда. Речной бассейн реки — Северная Двина.
Код объекта в государственном водном реестре — 03020200112103000015159.